# Hans Wiborg
Hans "Hasse" Ingemar Wiborg, född 25 juli 1942 i Orsa, är en svensk skådespelare och sångare. Han har uppträtt med ett flertal körer, på olika teaterscener, i filmer och reklamfilmer.

## Sång
Hasse Wiborg var med i sånggruppen Vans Bros under 1960-talet. 

## Filmografi
- 1990 – Kära farmor
- 1992 – Hassel – De giriga[1]
- 1996 – Anna Holt
- 1998 - Handelsresande i liv[1]

## Teater
- 1987 – Cats, Chinateatern – Bakgrundskör
- 1989 – West Side Story, Chinateatern – Sergeant Krupke
- 1990 – Annie get your gun, Chinateater – Cirkusdirektören